# Marie-Therese Obst
Marie-Therese Obst (Berlín, 7 de enero de 1996) es una deportista de noruega de origen alemán que compite en atletismo. Ganó una medalla de bronce en el Campeonato Europeo de Atletismo de 2024, en la prueba de lanzamiento de jabalina.

## Palmarés internacional
| Campeonato Europeo | Campeonato Europeo | Campeonato Europeo | Campeonato Europeo |
| Año                | Lugar              | Medalla            | Prueba             |
| ------------------ | ------------------ | ------------------ | ------------------ |
| 2024               | Roma (Italia)      | Medalla de bronce  | Jabalina           |